# Judaberg
Judaberg er en by der er administrationscenter i økommunen Finnøy i Rogaland fylke i Norge. Byen har 581 indbyggere (2012), og ligger på østsiden af Finnøy. Judaberg har færgeforbindelse til naboøerne og hurtigbådsforbindelse til Stavanger. Rygjabø videregående skole ligger i Judaberg.

## Eksterne kilder og henvisninger
- Om Judaberg på Store Norske Leksikon